# Xysta incana
Xysta incana är en tvåvingeart som beskrevs av Suster 1929. Xysta incana ingår i släktet Xysta och familjen parasitflugor.
Artens utbredningsområde är Rumänien. Inga underarter finns listade i Catalogue of Life.